# Henryk M. Broder

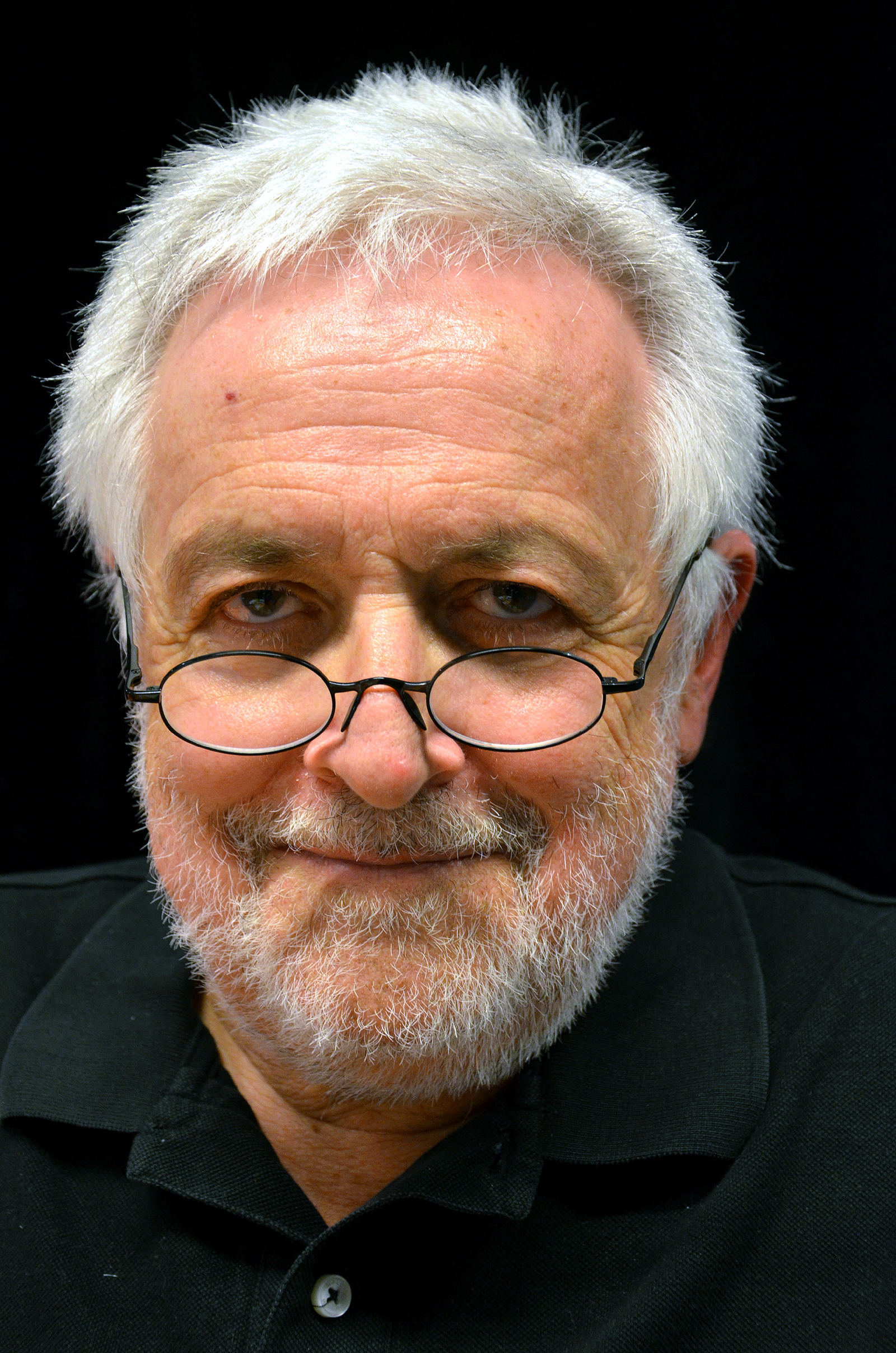
Henryk M. Broder (2013)

Henryk Marcin Broder (Eigenbezeichnung Henryk Modest Broder; * 20. August 1946 in Katowice, Polen) ist ein deutscher Publizist und Buchautor.
Broder schrieb nach der Schulzeit für Konkret, die Frankfurter Rundschau und die St. Pauli-Nachrichten. Von 1995 bis 2010 schrieb er hauptsächlich Kolumnen und Polemiken für das Magazin Der Spiegel und für die Berliner Tageszeitung Der Tagesspiegel. Seit 2011 ist er für Die Welt, Welt am Sonntag und Welt Online tätig. Seine Werke Hurra, wir kapitulieren! und Das ist ja irre! Mein deutsches Tagebuch wurden Bestseller. Er ist Gründer, Mitbetreiber und Autor des Blogs Die Achse des Guten.

## Werdegang

### Herkunft und Studium
Henryk Broder entstammt einer jüdischen Handwerkerfamilie aus dem oberschlesischen Industriegebiet; seine Eltern, Kalman (Kalma) Broder und Felicja Broder, geborene Frey, waren Überlebende von Konzentrationslagern. Die Mutter war laut Broder 1945 ins KZ Auschwitz deportiert worden, entkam jedoch mit drei anderen jüdischen Frauen auf einem Todesmarsch. Der aus Galizien stammende Vater, der Russisch, Jiddisch und Deutsch sprach, war ein Überlebender des KZ Buchenwald. In den Medien hieß es, Broders 1937 geborene ältere Schwester, Janina, sei dem Holocaust zum Opfer gefallen. Broder dementierte dies 2023 in einem Interview. Seine Schwester habe „bei einer katholischen Familie in Krakau unter der Bettdecke überlebt“.
Broder wurde 1946 in Katowice geboren. 1957 verließen seine Eltern mit ihm die Volksrepublik Polen und kamen über Wien 1958 in die Bundesrepublik Deutschland. Broder sprach anfangs kein Deutsch, er lebte in Köln, wo er im Herbst 1966 sein Abitur am mathematisch-naturwissenschaftlichen Hansagymnasium erwarb. Die Zeit an dieser Schule beschrieb er später mit den Worten:

„Sie gehört zu den schlimmsten Erinnerungen meines Lebens. Ich träume noch heute, dass ich das Abitur nicht schaffe. Es war keine Schule, es war ein Zuchthaus. Deswegen möchte ich nichts darüber schreiben.“

Anschließend studierte Broder Rechtswissenschaft, Soziologie, Volkswirtschaftslehre und Statistik an der Universität zu Köln, beendete das Studium jedoch ohne Abschluss.

### Beginn der journalistischen Tätigkeit
Am Hansagymnasium Köln hatte Broder in der Oberstufe die Schülerzeitung Hansekogge redigiert und lernte bei einem Treffen von Schülerzeitungsredakteuren Stefan Aust kennen. Nach dem Abitur begann er neben dem Studium für den Westdeutschen Rundfunk zu arbeiten und war u. a. Pressesprecher der Internationalen Essener Songtage 1968. 1969 gründete er mit dem Pop-Impresario Rolf-Ulrich Kaiser, dem Grafiker Reinhard Hippen und dem Schriftsteller und Journalisten Fred Viebahn, den er seit ihrer gemeinsamen Schulzeit im Kölner „Politischen Arbeitskreis Oberschulen“ kannte, die antiautoritäre radikal-liberale Zeitschrift po-po-po (Pop-Politik-Pornographie), die nach wenigen Ausgaben eingestellt wurde, 1970 gefolgt von einem weiteren kurzlebigen Journal im Zeitungsformat, bubu / eiapopeyea, für das nur noch Broder und Viebahn verantwortlich zeichneten. Gleichzeitig begann Broder in Hamburg als Autor der St. Pauli-Nachrichten zu arbeiten. Das von dem Fotografen Günter Zint 1968 begründete, wöchentlich erscheinende Erotikblatt erzielte 1970 mit einer Kombination aus Kontaktanzeigen, Erotik und linker politischer Agitation Auflagen von ca. 800.000 Exemplaren pro Ausgabe. Dabei lernte Broder unter anderem den Journalisten Günter Wallraff kennen. Broders erstes Buch, Wer hat Angst vor Pornografie, erschien 1970 beim Melzer Verlag.

### Auseinandersetzung mit der deutschen Linken und Umzug nach Israel
Broder war auch Mitarbeiter der Musikzeitschrift song und in den 1970er Jahren bei Pardon und Spontan, die oft explizit erotische Aufmacher mit einer linken Grundhaltung verknüpften. Im selben Zeitraum begann seine Auseinandersetzung mit antisemitischen Tendenzen in politisch links stehenden Kreisen. Von 1979 bis 1980 gab er mit dem Autor und Deutsche-Welle-Redakteur Peter Finkelgruen die Zeitschrift Freie Jüdische Stimme heraus.
1981 verlegte Broder seinen Wohnsitz nach Israel und arbeitete unter anderem als Autor der Jerusalem Post. Als Grund für seinen Weggang aus Deutschland nannte er im Jahr 1993 unter anderem einen Artikel der Journalistin Ingrid Strobl in Emma, in dem das Existenzrecht Israels bestritten wurde. Er habe sich mit „linken Antisemiten à la Schwarzer und Paczensky“ nicht mehr auseinandersetzen wollen. Daraufhin klagte der Journalist Gert von Paczensky vor Gericht, und Broder verpflichtete sich, die Formulierung „linker Antisemit à la Paczensky“ nicht mehr zu verwenden. Broder zufolge soll Alice Schwarzer eine Mitarbeiterin für untragbar erklärt haben, weil sie „die Geliebte eines militanten Juden“ gewesen sei. Eine 1984 von Wolfgang Pohrt vorgeschlagene, in Zusammenarbeit mit Eike Geisel und Christian Schultz-Gerstein zu erstellende Anthologie über das Verhältnis der deutschen Linken zum Antisemitismus kam nicht zustande. Broder nahm auch Anstoß an der von Alice Schwarzer initiierten PorNO-Kampagne, die der Presse vorwarf, Frauen sexistisch und als Objekte darzustellen. Dabei unterstellte er Schwarzer unter anderem einen autoritären Charakter.
Die Auslieferung von Broders Buch Der ewige Antisemit wurde im Zusammenhang mit Aussagen zum Skandal um das Theaterstück Der Müll, die Stadt und der Tod von Rainer Werner Fassbinder zeitweise gestoppt, nachdem der Intendant des Frankfurter Schauspiels, Günther Rühle, gegen Antisemitismusvorwürfe Broders eine einstweilige Verfügung erwirkt hatte.

Angelehnt an den Buchtitel und die Thematik entstand im Jahr 2017 die Filmdokumentation Der ewige Antisemit, die Broder mit dem Regisseur und Filmproduzenten Joachim Schroeder realisierte.

### Rückkehr nach Deutschland
1993 engagierte Manfred Bissinger Broder bei der Hamburger Zeitung Die Woche. Anschließend begann Broder 1995 für das Magazin Der Spiegel und Spiegel Online zu schreiben.
Er publizierte auch in der Wochenzeitung Die Zeit, Profil, in der Weltwoche und der Süddeutschen Zeitung. In den 1980er Jahren moderierte er mit Elke Heidenreich und anderen die SFB-Talkshow Leute im Café Kranzler in Berlin. Er ist Mitherausgeber des Jüdischen Kalenders, einer jährlich im Taschenbuchformat erscheinenden Text- und Zitatensammlung zur neueren und neuesten jüdischen Geschichte und Kultur. Seine Tätigkeit für Die Weltwoche stellte er aufgrund der prorussischen Haltung ihres Verlegers, Roger Köppel, zum russischen Überfall auf die Ukraine 2022 ein.
Broder lebt in Berlin-Charlottenburg und ist mit Hilde Recher-Broder verheiratet, einer Augsburger Verlegerin. Gemeinsam haben sie eine erwachsene Tochter.

## Tätigkeiten und Themen
Broder schrieb mehrere Bücher über jüdische Kultur, das deutsch-jüdische Verhältnis und Judenfeindlichkeit und Antiamerikanismus in der deutschen Gesellschaft. Er stellte die sehr gegensätzliche, oft drastisch geführte öffentliche Debatte und Auseinandersetzung in Israel der – seiner Ansicht nach – polemische Töne kaum gewohnten deutschen Öffentlichkeit gegenüber.
Broder trug zusammen mit Dan Diner, Wolfgang Pohrt und Eike Geisel in den 1970er Jahren die Kritik am Antizionismus in die politische Linke, was zum Entstehen der sogenannten Antideutschen beitrug. Bekannt wurde 1991 ein Interview Broders mit Hans-Christian Ströbele in Jerusalem, der im selben Jahr eine Israel-Delegation der Grünen leitete. Thesen Ströbeles zur militärischen Unterstützung Israels bzw. zu einer israelischen Verantwortung für die Angriffe Saddam Husseins riefen nach Veröffentlichung in der Jerusalem Post (in Deutschland in der Süddeutschen Zeitung und der taz) erhebliche Proteste in Israel hervor, worauf Ströbele seinen Israel-Besuch vorzeitig abbrach und sein Vorstandssprecheramt bei den Grünen verlor.
Broders Bruch mit der deutschen Linken, der öffentliche Umgang mit dem Islamismus und die deutsche Vergangenheitsbewältigung sind neben dem Nahostkonflikt und Israel Broders zentrale Themen. In Bezug auf die Bundesrepublik nannte er die Übernahme ehemaliger Nazis und NS-Mitläufern in Ämter den „schwersten Geburtsfehler der Bundesrepublik“, eine bis heute nicht abgearbeitete Hypothek. Von Anfang an unterstützte er den Irakkrieg und den Sturz Saddam Husseins. Er wirft den Europäern vor, gegenüber Diktatur, Islamismus und Terrorismus Appeasement-Politik zu betreiben. Vorübergehend beschäftigte er sich mit der deutschen Wiedervereinigung und publizierte einige kulturpolitische Arbeiten, so beim Jüdischen Kalender oder über das Berliner Scheunenviertel. Zusammen mit Eike Geisel hatte er 1992 mit Veröffentlichungen und einem Dokumentarfilm über den Jüdischen Kulturbund auf ein bislang unbeachtetes Kapitel der Kulturpolitik in der NS-Zeit aufmerksam gemacht.
Abseits seiner üblichen thematischen Schwerpunkte verfasste Broder 2005 bei Spiegel Online ein Reisetagebuch mit Einzelbeiträgen über Kunst, Kultur, Alltagswelt und Landschaften Islands. Broder schätzt Island angeblich vor allem wegen der faktischen Abwesenheit von drei „Problemvölkern“: „keine Juden, keine Araber und nur ganz wenige Deutsche“.
Broder betreibt zusammen mit Dirk Maxeiner und anderen das nach eigenen Angaben liberale und prowestliche, aber auch als antiislamisch wahrgenommene publizistische Netzwerk Die Achse des Guten, in dessen Weblog er das Tagesgeschehen kommentiert.
Am 21. Oktober 2009 teilte er seinen Entschluss zur Kandidatur für das Amt des Präsidenten des Zentralrates der Juden in Deutschland mit, dessen Zustand er als „erbärmlich“ bezeichnete. Unter anderem wollte er sich dafür einsetzen, die Strafbarkeit der Holocaustleugnung abzuschaffen. Nach zehn Tagen zog er die Kandidatur zurück.
Für die 14-teilige TV-Serie Entweder Broder – Die Deutschland-Safari, die vom Hessischen, dem Bayerischen und dem Saarländischen Rundfunk für das Fernsehprogramm Das Erste produziert wurde, unternahm Broder im Herbst 2010 mit dem deutsch-ägyptischen Autor und Politikwissenschaftler Hamed Abdel-Samad eine mehr als 30.000 km lange Autoreise durch Deutschland.
Am 29. Januar 2019 folgte er einer Einladung der Bundestagsfraktion der Alternative für Deutschland (AfD) und hielt auf ihrer öffentlichen Fraktionssitzung in Berlin eine halbstündige Rede. Für seine mangelnde Distanz gegenüber Alice Weidel, die ihn anlässlich eines Fotos umarmte, entschuldigte er sich später. Liane Bednarz meint, Broder habe mit dieser Rede wohl etwas erreicht, denn da er „im AfD-Milieu durchaus beliebt sei“, habe sein Auftritt Gewicht. An anderer Stelle habe er allerdings „die AfD zum Opfer gemacht“. Margarete van Ackeren schrieb im Focus, Broder habe sich von Gaulands „Vogelschiss“-Äußerung distanziert, es sei allerdings auch eine Bagatellisierung vonseiten Broders, wenn Gaulands Entgleisung „als Teil einer Aufzählung von unterentwickelten Tischmanieren“ erscheine. Dass selten eindeutig sei, was er meint, sei „ein wichtiger Teil“ von Broders „Spiel mit der Öffentlichkeit“. Broders Anzweiflung des Klimawandels bezeichnete sie als „Realitätsverweigerung“ und stellte fest, wer ihn wirklich ernsthaft treffen oder ärgern wolle, solle „ihm die ganz persönliche Höchststrafe zukommen lassen: ignorieren.“ In der taz fragte Markus Kowalski, ob Broder mit der Formulierung von dem „Raum voller Nazis, Neo-Nazis, Krypto-Nazis und Para-Nazis“ sich im Hinblick auf die AfD über den Nazi-Begriff lustig gemacht habe. Seine Worte seien „so voll von Ironie“ gewesen, dass man es leicht so habe interpretieren können, „dass er der AfD quasi in allen Positionen recht“ gegeben habe.
In dem Kinofilm Kill Me Today, Tomorrow I’m Sick! spielte Broder einen Journalisten namens Henryk, der nach dem Kosovo-Krieg als Mitarbeiter eines Medienprojektes der OSZE in Pristina tätig ist.
Broder ist Agnostiker, tendiert aber dazu, wegen des Holocausts die Nichtexistenz Gottes anzunehmen.
Anfang 2022 kritisierte Broder beim TV-Sender Servus TV, dass nicht gegen SARS-CoV-2 geimpfte Bundestagsabgeordnete gemäß der im Bundestag geltenden 2G-plus-Regel die Sitzungen von einem Balkon im ersten Stock verfolgen müssten, und sagte: „Bei allem, was wir über den Holocaust wissen: Er hat nicht mit Auschwitz begonnen. Er hat damit begonnen, dass Juden ihre Haustiere abgeben mussten und auf bestimmten Bänken nicht sitzen durften.“ Jede Katastrophe, so Broder, fange klein an.

### Antisemitismus und Antizionismus
Broder bezeichnet den Antizionismus als eine Form des Antisemitismus: „Es gibt keinen Antizionismus, der seinen Ursprung nicht im Antisemitismus hätte.“ „Ein antizionistischer Jude ist tendenziell ein Antisemit. Der Antizionismus ist für Nichtjuden wie für Juden nur eine Ausrede, ihren Antisemitismus sozusagen in einer politisch aseptischen Form präsentieren zu können.“
Bereits Broders 1986 erschienenes Buch Der ewige Antisemit führte zu einer heftigen Kontroverse. Broder richtete seine Analysen nicht auf den extremistischen Rand der Gesellschaft, sondern auf linke und bürgerliche Positionen. Antisemitismus sei ein Amalgam verschiedener, sonst entgegengesetzter Positionen, die nicht wie ein Vorurteil auf wahrgenommene oder projizierte Eigenschaften, sondern als Ressentiment auf die Existenz von Juden und des Staates Israel zielten. Broder schreibt dazu:

„Linke Antisemiten, die ihren Marx gelesen haben, können Juden nicht leiden, weil sie Kapitalisten, Ausbeuter und Unternehmer sind. Rechte Antisemiten, die sich auf Dühring, Stoecker oder Marr berufen, hassen Juden, weil sie Revolutionäre, Sozialisten und Skeptiker sind, Träger des zersetzenden Geistes, eine Gefahr für das Abendland, die Moral und das freie Unternehmertum. Gläubige Menschen mögen Juden nicht, weil viele Juden Ketzer und überzeugte Atheisten sind. Freigeister nehmen es den Juden übel, dass sie immer noch an ihrem alten Glauben festhalten. Feministinnen, die keine Zeile von Thomas von Aquin oder Franz von Assisi gelesen haben, sind über die notorische Frauenfeindlichkeit des Judentums voll im Bilde. Tierschützer und Vegetarier regen sich über das koschere Schächten der Tiere auf. Internationalisten machen Juden den Vorwurf, dass sie einen eigenen Staat gegründet haben, und Nationalisten bemängeln, dass noch nicht alle Juden geschlossen hingezogen sind. So sucht sich ein jeder aus, was ihm gerade passt, um seine Leidenschaft zu befriedigen. Egal worum es geht: Der Jud’ ist schuld!“

Seine Unterscheidung zwischen Vorurteil und Ressentiment trug Broder auch bei einer öffentlichen Anhörung des Innenausschusses des Deutschen Bundestages zum Thema „Kampf gegen Antisemitismus“ am 15. Juni 2008 vor. Der Antisemitismus habe sich verändert; anstatt sich mit verbreiteten Vorurteilen oder mit Außenseiterpositionen etwa eines Horst Mahler zu beschäftigen, sollten moderne, auch im Mainstream praktizierte antisemitische und antizionistische Ressentiments thematisiert und näher betrachtet werden.
Ein Gerichtsprozess wegen Antisemitismusvorwürfen gegen Evelyn Hecht-Galinski, bei dem er von Norman Nathan Gelbart vertreten wurde, führte zu einem starken Presseecho und zu einer Grundsatzdebatte zu Antisemitismus und Israelkritik in deutsch- und englischsprachigen Medien.

#### Der Bruch mit der Linken
Nach der Entführung eines Passagierflugzeugs der Air France durch deutsche und arabische Terroristen und der israelischen Befreiungsaktion, der Operation Entebbe, im Jahr 1976 sprach Broder offen von linkem Antisemitismus. Die Selektion jüdischer Passagiere durch deutsche Terroristen der Revolutionären Zellen habe ihn dabei weniger aufgeregt, weil man diese „auf das Konto einiger Verrückter und Polit-Gangster“ habe schieben können, mit denen er nichts zu tun gehabt habe. „Entsetzt“ hätten ihn allerdings Reaktionen von Personen aus seinem politischen Umfeld, mit denen er zuvor gegen den Vietnamkrieg demonstriert habe. Broder zitiert dazu Presseberichte und Titelschlagzeilen, so etwa vom Spiegel, in denen die Befreiungsaktion im Jargon von Wehrmachtberichten als „Israels Blitzkrieg“ und „Wüstenfuchs-Aktion“ bezeichnet worden sei.
Broder warf Vertretern der Linken vor, sie hätten Israel als Aggressor verurteilt und eine „flagrante Verletzung der Souveränität eines Mitgliedstaates der Vereinten Nationen“, nämlich Ugandas, beanstandet, was angesichts der Situation in Entebbe unverhältnismäßig gewesen sei. Er beschuldigte darüber einen erheblichen Teil der westdeutschen Linken, Solidaritätserklärungen zugunsten Idi Amins abgegeben zu haben. Noch im Jahr 1998 hob Broder die Reaktion auf die Operation Entebbe als Zeitpunkt seines endgültigen Bruchs mit diesem Teil der Linken hervor.
Gegenüber Gegnern der Politik der USA und Israels, insbesondere auch aus der Friedensbewegung, scheute Broder auch vor Schmähungen nicht zurück. So bezeichnete er Noam Chomsky als „absoluten Psycho“, Alfred Grosser als „Ekel-Alfred“ und „postsenile Plaudertasche“ und unterstellte Horst-Eberhard Richter eine „Psychoanalyse auf Al-Kaida-Niveau“. Jörg Zink bezeichnete er unter anderem als „alten Nazi im Theologen-Kostüm“.

#### Nahostkonflikt
Broder sieht die Aufmerksamkeit, die dem Nahostkonflikt gewidmet wird, im Vergleich zu anderen Konflikten mit höheren Opferzahlen, längerer Dauer und dennoch deutlich geringerer Resonanz (etwa Tibet und Darfur) als Indiz für antisemitische Tendenzen in der deutschen Öffentlichkeit. Er kritisiert zudem das Niveau vieler Äußerungen zu diesem Konflikt und bezweifelt die Kompetenz und Neutralität der in den Medien präsenten Akteure.
Ein Aufruf Broders anlässlich des Überfalls irakischer Truppen auf Kuwait 1990 (Zweiter Golfkrieg), Drohungen und Raketenangriffen Saddam Husseins gegen Israel, „an all jene Gutmenschen, die ihren Philosemitismus vor sich hergetragen hatten wie eine Monstranz, sie sollten jetzt tatkräftig ihre Solidarität beweisen und in das bedrohte Israel reisen“, wurde unter anderem von seinem früheren Hamburger Kollegen, Günter Wallraff, ernst genommen, der sich mit den bedrohten Israelis solidarisierte und seine Eindrücke von Luftalarmen und Raketeneinschlägen vor Ort beschrieb.
Die Auszeichnung der deutsch-israelischen Publizistin Felicia Langer mit dem Bundesverdienstkreuz erster Klasse am 16. Juli 2009 kritisierte Broder wegen Langers israelkritischen Position scharf. Sein E-Mail-Wechsel mit Tübingens Oberbürgermeister, Boris Palmer, wurde später in den Stuttgarter Nachrichten vollständig veröffentlicht.

### Islamkritik
Broder veröffentlichte seit Mitte der 2000er Jahre zahlreiche Beiträge zu Islamismus und islamistischem Terrorismus. Er kritisiert die seiner Ansicht nach unzureichende Auseinandersetzung mit diesen Phänomenen in Teilen der europäischen Gesellschaft und Medien sowie generell eine Haltung von „1,5 Milliarden Moslems in aller Welt, die chronisch zum Beleidigtsein und unvorhersehbaren Reaktionen neigen“. In seinem 2006 erschienenen Buch Hurra, wir kapitulieren! Von der Lust am Einknicken plädiert Broder für eine nachdrückliche Verteidigung der Meinungsfreiheit und die uneingeschränkte Verurteilung von terroristischen Anschlägen. Er wendet sich darin gegen das in seinen Augen falsche öffentliche Bild der Terroristen und schildert seinen Neid auf die Terroristen. „Nicht nur wegen der Aufmerksamkeit, die sie erfahren, sondern wegen der idealistischen Motive, die ihnen unterstellt beziehungsweise zugesprochen werden.“
Broder kritisierte insbesondere die Verhandlungsbereitschaft deutscher Außenpolitiker gegenüber den afghanischen Taliban und der iranischen Regierung. So merkte er an, dass die Parteivorsitzende der Grünen, Claudia Roth, sich während eines Besuches im Iran den Kopf verschleiert und danach für einen kulturellen Austausch eingesetzt hatte. Er unterstellte ihr in einer Polemik, sich bei entsprechender Gelegenheit auch für das Lagertheater des KZ Theresienstadt begeistert haben zu können.

### Einwanderung
Den Umgang mit muslimischen Immigranten in Deutschland kritisierte er als zu nachsichtig und sprach in diesem Zusammenhang von „Inländerfeindlichkeit“: Ein neues Phänomen sei, „dass ein Teil der Migranten die Gesellschaft verachtet, in die er gekommen ist“.
In seiner Dankesrede zur Verleihung des Scopus Award der Hebräischen Universität Jerusalem erklärte Broder, dass der Antisemitismus in der muslimischen Gemeinschaft und unter Flüchtlingen gegenwärtig so tabuisiert werde wie seinerzeit der linke Judenhass.
Broder gehörte zu den Erstunterzeichnern der von Vera Lengsfeld ausgegangenen Initiative „Gemeinsame Erklärung 2018“. In deren Wortlaut wird eine Beschädigung Deutschlands durch „illegale Masseneinwanderung“ befürchtet und Solidarität mit friedlichen Demonstranten bekundet, die für eine Wiederherstellung der „rechtsstaatlichen Ordnung an den Grenzen unseres Landes“ demonstrierten. Illustriert wurde die Erklärung mit einem Foto eines vom Umfeld der AfD unterstützten Frauenmarsches.
Auf Journalistenwatch, einer Plattform der Neuen Rechten, veröffentlicht Broder eine Videokolumne.

### Angriff Russlands auf die Ukraine
Ende Juni 2022 kündigte Broder an, nicht mehr für die Weltwoche zu schreiben, da dort zu viele „Putinisten“ zu Wort kämen, die im Zusammenhang mit dem Krieg gegen die Ukraine Russlands Position verträten.
In einem Interview mit der Neuen Zürcher Zeitung im Juli 2022 erklärte er, dass es keinen Sinn ergebe, Putin gegenüber Konzessionen zu machen, selbst Gebietsabtretungen oder gar eine Kapitulation der Ukraine würden nicht dazu führen, dass er keine weiteren Forderungen mehr stellt. Jede Konzession heize den Hunger des Aggressors nur weiter an. Winston Churchill habe einmal den klugen Satz gesagt: „Ein Appeaser ist einer, der das Krokodil füttert, in der Hoffnung, dass es ihn zuletzt frisst.“

## Rezeption
Die Medienwissenschaftler Stephan Weichert und Lutz Hachmeister zählten Broder in den Jahren 2007 bzw. 2012 zu den führenden deutschen Journalisten und Meinungsmachern.
Der Islamwissenschaftler Thorsten Gerald Schneiders von der Universität Münster warf Broder 2009 in einer philologischen Studie über Argumentationstechniken deutscher Islamkritiker Islamfeindlichkeit vor. Demnach arbeite Broder auch in seinem Buch Hurra, wir kapitulieren! unter anderem mit einer Aneinanderreihung von Negativbeispielen, schüre Vorurteile, betreibe Alarmismus und übe Schmähkritik.
Am Beispiel Broders wurde in einer Dissertation im Jahr 2001 die These vertreten, dass der Diskurs über Juden in Deutschland zumeist deutschen wie nichtdeutschen Juden selbst überlassen sei und werde. Umgekehrt sei das Interesse an jüdischer Kultur und deren Wiederaufnahme in Deutschland, welches Broder vielfältig bediene und auch karikiere, viel bedeutender als bei anderen Minderheiten.
Die Kontroverse um die globale Erwärmung nannte Broder im Jahr 2007 „eine Art Feldgottesdienst der Ungläubigen, die sich im Glauben an das Ende der Welt zusammengefunden haben“.
Bei der Verleihung des Ehrenpreises der Deutsch-Israelischen Gesellschaft (DIG) in Aachen 2011 polemisierte Broder gegen das „alternative friedensbewegte rote Pack“ und bezeichnete u. a. den israelischen Friedensaktivisten Reuven Moskovitz als „nützlichen Idioten der Linken“. Die Rede wurde von den Aachener Nachrichten als „undifferenzierte Brachialkritik“ bezeichnet.
Der Medienjournalist Stefan Niggemeier kritisierte Broder dafür, dass dieser nach dem Amoklauf in München 2016 durch Zitieren aus einer Himmler-Rede „die von ihm verachteten Publizisten in die Nähe von SS-Offizieren“ gerückt habe, da sie seiner Ansicht nach „nicht brutal genug über den Münchner Amokläufer geurteilt“ hätten. Broder verdächtige den Täter der Begehung eines islamistischen Attentates wie Anhängerschaft zum IS und die Journalisten vor dem Hintergrund seiner Einbildung als Beschwichtiger. Später stellte sich das rassistische Motiv des Täters heraus. Die taz stellt überdies fest, dass Broders Medienkritik zunehmend alles treffe, „was nicht rechtskonservativer oder neurechter Gesinnungsjournalismus ist“, und dabei nur „haarscharf am Narrativ der ‚Lügenpresse‘“ vorbeischramme.
Verschiedene Beobachter, wie der Publizist Dieter Bartetzko (FAZ) und der Vizepräsident des Europäischen Parlaments Rainer Wieland (CDU), halten ihm „Populismus“ vor.
Im Mai 2014 erhielt Broder von der Europa-Union den Negativpreis Europa-Distel 2013 für seine „vornehmlich unsachliche und polemische Europakritik“ in dem Buch Die letzten Tage Europas, das 2013 erschien.
Auf die Spekulation zweier Redakteurinnen im Tagesspiegel, dass unter den Opfern der sexuellen Übergriffe in der Silvesternacht 2015/16 „womöglich auch Frauen dabei sind“, die gar nicht Opfer geworden seien, sondern durch Anzeigen lediglich Abschiebungen hätten auslösen wollen, erwiderte Broder, dass es auch Frauen gebe, die „mit dem Schwanz“ dächten, und wünschte den Autorinnen, dass diese von Männern des IS „nach Rakka eingeladen werden, um zu erfahren, was Rape Culture bedeutet“. Er löste damit Empörung bei Kolleginnen und Kollegen auch innerhalb des Springer-Verlags aus, in dessen Tageszeitung Die Welt Broders Polemik erschienen war. Deren Chefredakteur Stefan Aust erklärte dagegen, „aus dem Zusammenhang gerissen“ wirke die Aussage Broders zwar mindestens geschmacklos, im Gesamtzusammenhang sei sie aber als „Teil eines bitteren Kommentars über die menschenverachtende Verharmlosung“ der Ereignisse in Köln zu verstehen.
Die Ausschreitungen in Stuttgart im Juni 2020, bei denen Jugendliche in der Innenstadt Sachbeschädigungen und Angriffe auf die Polizei verübten, kommentierte Broder auf dem Blog „Die Achse des Guten“, jetzt habe „auch Stuttgart seine kleine Kristallnacht erlebt“. Mit dem Begriff „Kristallnacht“ werden die Novemberpogrome im nationalsozialistischen Deutschen Reich 1938 bezeichnet, bei denen Eigentum von Juden zerstört wurde, Hunderte Juden getötet und Tausende verhaftet und in Konzentrationslager verschleppt wurden. Der Journalist Georg Heil kritisierte Broders Wortwahl und sprach von einem „grotesken“ Vergleich, der Schriftsteller Saša Stanišić nannte Broders Aussage „unsäglich dumm“. Die Recherche- und Informationsstelle Antisemitismus (RIAS) reagierte auf Broders Äußerung mit der Bemerkung, dass in „aktuellen Debatten […] immer wieder Vergleiche zur antisemitischen Politik im Nationalsozialismus gezogen“ würden. All diesen Vergleichen gemeinsam sei die „Verharmlosung des Antisemitismus und der staatlichen antisemitischen Politik im Nationalsozialismus, die in der Schoa und damit der Ermordung von Millionen von Menschen gipfelten“.

## Kontroversen

### Ken Jebsen
Im November 2011 löste Broder eine Kontroverse um den Radiomoderator Ken Jebsen aus, die zur Absetzung von dessen Sendung KenFM auf Radio Fritz führte. Laut Tagesspiegel schrieb Jebsen einem Hörer Anfang November 2011 in einer E-Mail, er wisse, dass Edward Bernays „den Holocaust als PR erfunden“ habe. Propagandaminister Joseph Goebbels habe dessen Buch gelesen und entsprechende Kampagnen umgesetzt. Broder veröffentlichte diese E-Mail auf seiner Website Die Achse des Guten und gab an, der Empfänger habe sie ihm weitergeleitet. Broder warf Jebsen Antisemitismus vor und informierte den Sender rbb, der Ende November die Trennung von Jebsen bekanntgab.

### Jakob Augstein
Im September 2012 bezeichnete Broder Jakob Augstein wegen dessen Äußerungen über die Politik der Regierung Israels in verschiedenen Medien als „lupenreinen Antisemiten“, da er judenfeindliche Ressentiments auf Israel projiziere; er sei „der kleine Streicher von nebenan“ und „nur Dank der Gnade der späten Geburt um die Gelegenheit gekommen […], im Reichssicherheitshauptamt Karriere zu machen.“ Augstein kommentierte diesen Antisemitismus-Vorwurf in einer Spiegel-Online-Kolumne im November 2012 als „inflationären Gebrauch“ und einen der Sache schadenden Missbrauch. Im weiteren Verlauf der Debatte entschuldigte sich Broder für seine „Dramatisierungen“, die „vollends daneben“ gewesen seien, hielt seine sonstige Kritik an Augstein jedoch aufrecht. Die vom Simon Wiesenthal Center auf Platz 9 der Liste der zehn schlimmsten antisemitischen/antiisraelischen Verunglimpfungen 2012 gesetzten Textpassagen Augsteins wurden kontrovers diskutiert. Das Simon Wiesenthal Center hatte als Kommentar zu den Äußerungen Augsteins gerade jene Bemerkungen Broders wiedergegeben, für die sich dieser später entschuldigte.

### Claudia Roth
In Beiträgen für Die Achse des Guten thematisierte Broder wiederholt die Grünen-Politikerin Claudia Roth. Im Jahr 2010 kommentierte Broder eine Iran-Reise Roths und die Tatsache, diese dort mit Kopftuch gesehen zu haben, mit der Unterstellung: „Die Frau wäre noch aus Theresienstadt zurückgekommen und hätte gesagt, wir müssen das Theater dort subventionieren. Ich finde das absolut komisch.“ Im Jahr 2015 bewertete Broder, Roth habe es „mit einer Mischung aus Dummheit und Selbstüberschätzung bis zur Vizepräsidentin des Bundestages geschafft“. Anfang 2016 bezeichnete er Roth anlässlich eines Debattenbeitrags zu den sexuellen Übergriffen in der Silvesternacht 2015/16 als einen „Doppelzentner fleischgewordene Dummheit, nah am Wasser gebaut und voller Mitgefühl mit sich selbst“.
Im Oktober 2019 klagte Broder gegen Roth, die nach dem Anschlag in Halle (Saale) 2019 gesagt hatte:

„Aus Worten werden ganz schnell Taten. Wir müssen die Stichwortgeber benennen, all diese neurechten Plattformen, deren Geschäftsmodell auf Hetze und Falschbehauptungen beruht – von Roland Tichy über Henryk M. Broder bis hin zu eindeutig rechtsradikalen Blogs.“

Broder wollte die ihn betreffende Teilaussage, dass sein „Geschäftsmodell auf Hetze und Falschbehauptungen beruht“, durch eine einstweilige Verfügung verbieten lassen. Am 8. Mai 2020 wies das Oberlandesgericht Dresden die Klage in zweiter Instanz schriftlich ab und beurteilte die Aussage als zulässige Meinungsäußerung mit einem wahren Tatsachenkern. Dazu verwies das Gericht auf mehrere Texte Broders, darunter seine Bezeichnung Roths als „Doppelzentner fleischgewordene Dummheit“. Dies könne „unschwer als ‚Hetze‘ eingestuft werden“, nicht bloß als „farbenfrohe Darstellung“, wie Broder es verstanden wissen wollte. Die Aussage habe die Grenze zur Schmähkritik überschritten. Zudem stufte das Gericht zwei Behauptungen Broders als objektiv unwahr zum Nachteil Roths ein: Mit seiner Aussage, sie habe sich „am Holocaust-Gedenktag in Teheran aufgehalten“, habe er sie diskreditieren wollen, da der Iran bekanntlich Israel zu vernichten anstrebe. Ebenso falsch sei seine Aussage, Roth „halte sich zu einem Studienaufenthalt über den Klimawandel in der Südsee auf“. Eine satirische Absicht ändere nichts an der objektiven Unwahrheit. Broder müsse im öffentlichen Diskurs bei harten Angriffen auch scharfe Reaktionen hinnehmen; Roth habe dann ein „Recht zum Gegenschlag“ mit „entsprechend grobschlächtigen Gegenäußerungen in der Presse“. Zuvor war auch Roland Tichy mit einer Unterlassungsklage gegen Roths Aussage gescheitert.

### Bundesinnenministerium
Im Januar 2024 erließ das Oberverwaltungsgericht Berlin-Brandenburg auf Antrag Broders eine einstweilige Verfügung, die dem Bundesinnenministerium (BMI) untersagte, einen Bericht des von ihm berufenen „Unabhängigen Expertenkreises Muslimfeindlichkeit“ weiterhin zu verbreiten. Der Bericht hatte Broder vorgeworfen, er habe in einem Spiegel-Artikel über die Unruhen nach dem Erscheinen der Satanischen Verse von Salman Rushdie und später der Mohammed-Karikaturen 2010 „Aufrufe zur Deeskalation und Rücksichtnahme offen“ verhöhnt und „Muslim*innen pauschal als unwissende, ehrversessene, blutrünstige Horden“ dämonisiert. Das Gericht sah darin einen Eingriff in sein Persönlichkeitsrecht. Zwar sei das Urteil erlaubt. Das Ministerium dürfe dies aber nicht als „amtliche“ Position ausgeben, was jedoch durch das Logo des Ministeriums auf dem Bericht und eine Empfehlung der Ministerin Nancy Faeser im Vorwort geschehen sei.

### Islamkritik
Broder äußerte sich wiederholend warnend bezüglich des Islams und Muslimen gegenüber. Der islamophobe und rechtsextreme Terrorist Anders Behring Breivik zitierte ihn unter anderen in seinem „Manifest“, mit welchem er den Massenmord an 77 Menschen in Norwegen rechtfertigen wollte.

## Ehrungen und Auszeichnungen
1986 erhielt Broder den Hauptpreis des 5. Internationalen Publizistikwettbewerbs in Klagenfurt für die politische Satire Das 12. Bundesland. 2005 folgte der Schubart-Literaturpreis der Stadt Aalen.
Für seine Online-Publizistik wurde Broder im Januar 2007 vom Medienmagazin V.i.S.d.P. mit dem Goldenen Prometheus ausgezeichnet.

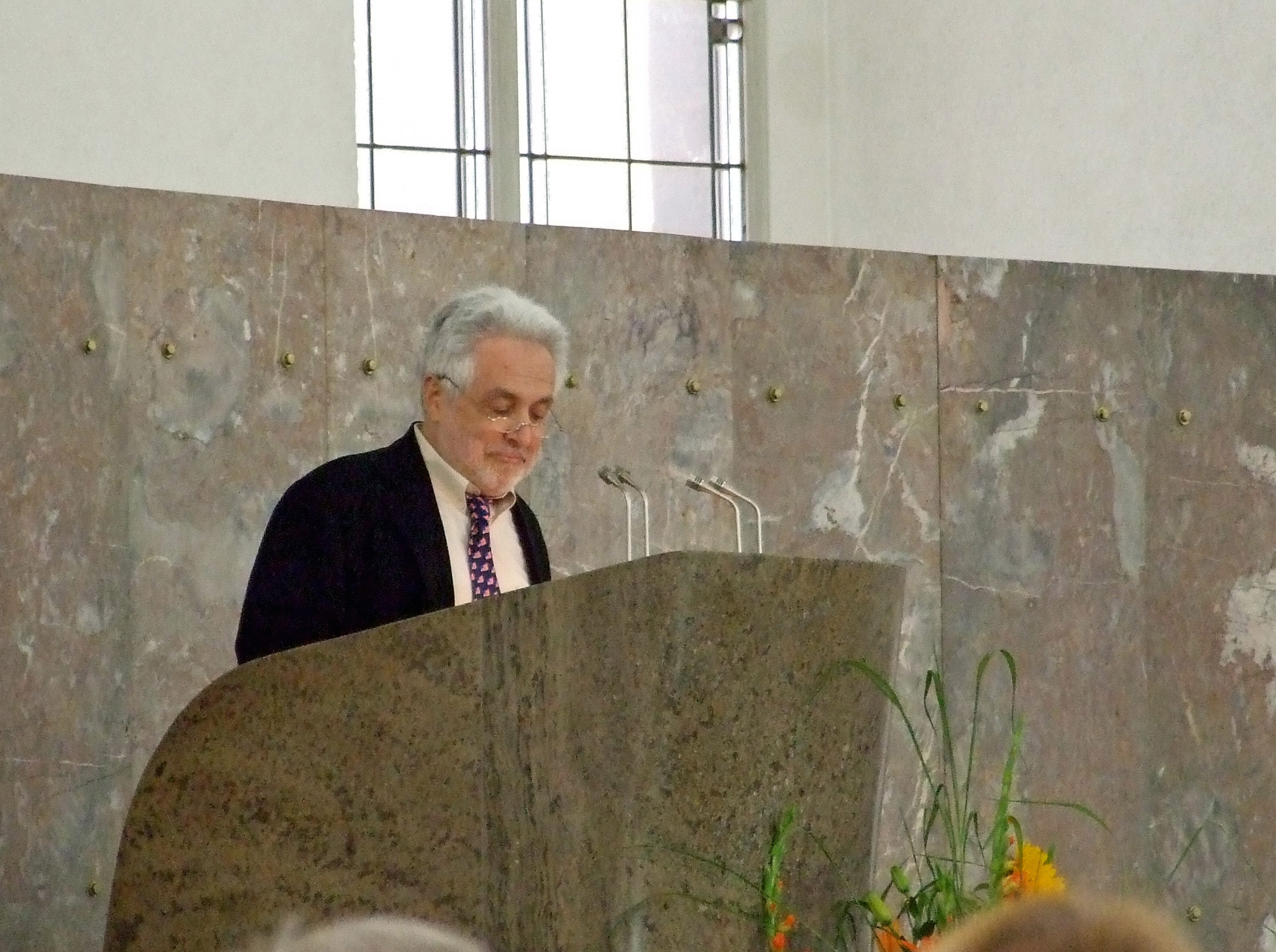
Dankesrede zum Börne-Preis 2007

Am 24. Juni 2007 bekam Broder in der Frankfurter Paulskirche den mit 20.000 Euro dotierten Ludwig-Börne-Preis überreicht. Focus-Herausgeber Helmut Markwort, der für das Jahr 2007 von der Frankfurter Börnepreisstiftung als (wie beim Börnepreis üblich) alleiniger Juror und Laudator benannt worden war, hatte sich für Broder entschieden. Die Entscheidung für Markwort als Juror wie auch dessen Auswahl Broders riefen Protest hervor. Alfred Grosser kritisierte Markwort und Broder als des Börnepreises und einer Verleihung in der Paulskirche nicht würdig.
Am 13. September 2008 wurde Broder mit dem Hildegard-von-Bingen-Preis für Publizistik ausgezeichnet.
Nach Broder ist der Asteroid (236800) Broder (provisorische Designation 2007 QU3) benannt.
Am 18. Dezember 2011 erhielt Broder den Ehrenpreis der Deutsch-Israelischen Gesellschaft in Aachen.
2012 erhielt er für die Fernsehsendung Entweder Broder – Die Deutschland-Safari gemeinsam mit Hamed Abdel-Samad den Bayerischen Fernsehpreis.
Am 4. Juni 2013 erklärte Broder in der Welt, er werde seinen Börne-Preis zurückgeben, weil der designierte Preisträger für 2013, der Philosoph Peter Sloterdijk, die Anschläge vom 11. September 2001 als „Kleinzwischenfall“ bezeichnet und damit in Broders Augen auf frivole Art „Terror und Massenmord klein geredet“ hat.
Auf die Annahme des ihm 2018 zuerkannten Johann-Heinrich-Voß-Preises für Literatur und Politik verzichtete Broder, nachdem Kritik an der Vergabe des Preises für „Humanismus, Aufklärung, Menschlichkeit und Freiheit“ an ihn laut geworden war.
Am 28. Mai 2018 wurde Broder mit dem Scopus Award der Hebräischen Universität Jerusalem ausgezeichnet.
Broder ist Ehrenmitglied und Teil des Kuratoriums von AGBU Germany, der deutschen Dependance der Armenischen Allgemeinen Wohltätigkeitsunion (AGBU), der weltweit größten armenischen Wohltätigkeitsorganisation.

## Publikationen
Bücher
- Wer hat Angst vor Pornografie? Ein Porno-Report. Melzer, Darmstadt 1970, DNB 456201300.
- Linke Tabus. Bär, Berlin 1976, DNB 770236057.
- als Herausgeber: Die Schere im Kopf. Über Zensur und Selbstzensur. Bund, Köln 1976, ISBN 3-7663-0138-1.
- Deutschland erwacht. Lamuv, Bornheim-Merten 1978, ISBN 3-921512-06-8.
- mit Detlef Hartmann, Ulrich Klug, Uwe Maeffert: Danke schön. Bis hierher und nicht weiter. Konkret Literatur-Verlag, Hamburg 1980, ISBN 3-922144-10-1.
- mit Hans Dieter Baroth, Erdmute Beha: Politik und Porno. Pressefreiheit als Geschäft belegt am Heinrich Bauer Verlag. Bund, Köln 1984, ISBN 3-7663-0407-0.
- Der ewige Antisemit. Über Sinn und Funktion eines beständigen Gefühls. Fischer Taschenbuch Verlag, München 1986, ISBN 3-596-23806-4.
- Die Juden von Mea Shearim. 1986, Photos von Arnos Schliack. Ellert und Richter, Hamburg 1986, ISBN 3-922294-76-6.
- als Herausgeber mit Michel R. Lang: Fremd im eigenen Land. Juden in der Bundesrepublik. Fischer TB 3801, Frankfurt am Main 1987, ISBN 3-596-23801-3.
- Ich liebe Karstadt und andere Lobreden. Ölbaum, Augsburg 1987, ISBN 3-9800983-8-9.
- mit Hilde Recher: Jüdisches Lesebuch 1933–1938. Greno, Nördlingen 1987, ISBN 3-89190-826-1 (= Kleine jüdische Bibliothek).
- mit Mosche Ben-Gavriel, Hildegard Recher: Das Haus in der Karpfengasse. Erzählung. Greno, Nördlingen 1989, ISBN 3-89190-923-3.
- mit Eike Geisel: Premiere und Pogrom. Der Jüdische Kulturbund 1933–1941. Texte und Bilder. Siedler, Berlin 1992, ISBN 3-88680-343-0.
- Erbarmen mit den Deutschen. Hoffmann & Campe, Hamburg 1993, ISBN 3-455-08478-8.
- Schöne Bescherung! Unterwegs im Neuen Deutschland. Ölbaum, Augsburg 1994, ISBN 3-927217-20-4.
- Volk und Wahn. Goldmann, München 1996, ISBN 3-455-15004-7.
- Die Irren von Zion. Hoffmann und Campe, Hamburg 1998, ISBN 3-455-11242-0.
- Jedem das Seine. Ölbaum, Augsburg 1999, ISBN 3-927217-37-9.
- www.Deutsche-Leidkultur.de. Ölbaum, Augsburg 1999, ISBN 3-927217-43-3.
- Die Ossis. Die DDR ist wieder da. Ölbaum, Augsburg 2000, ISBN 3-927217-21-2.
- Kein Krieg, nirgends: Die Deutschen und der Terror. Berlin, Berlin 2002, ISBN 3-8270-0442-X.
- Der ewige Antisemit. Neuauflage. Berlin, Berlin 2005, ISBN 3-8333-0304-2.
- Der Nächste bitte! Aufzeichnungen von unterwegs. Ölbaum, Augsburg 2006, ISBN 3-927217-61-1.
- Hurra, wir kapitulieren! Von der Lust am Einknicken. wjs, Berlin 2006, ISBN 3-937989-20-X.
- mit Dirk Maxeiner, Michael Miersch, Josef Joffe: Schöner denken. Wie man politisch unkorrekt ist. Piper, München / Zürich 2007, ISBN 978-3-492-05016-6.
- Kritik der reinen Toleranz. wjs, Berlin 2008, ISBN 978-3-937989-41-9.
- mit Erich Follath: „Gebt den Juden Schleswig-Holstein!“ Wenn Deutsche Israel kritisieren – ein Streit. DVA, München 2010, ISBN 978-3-421-04482-2.
- mit Josef Joffe, Dirk Maxeiner, Michael Miersch: Früher war alles besser: Ein rücksichtsloser Rückblick. Knaus, München 2010, ISBN 978-3-8135-0385-2.
- mit Hamed Abdel-Samad: Entweder Broder – Die Deutschland-Safari. Knaus, München 2010, ISBN 978-3-8135-0421-7.
- Mein sagenhaftes Island. Reportagen von 2001 bis 2011. Ölbaum, Augsburg 2011, ISBN 978-3-927217-72-0.
- Hilde Recher (Hrsg.): Jüdischer Kalender. 2012–2013: Fünftausendsiebenhundertdreiundsiebzig (5773), 30. Jahrgang, Ölbaum, Augsburg 2012, ISBN 978-3-927217-75-1 (seit 1999).
- Vergesst Auschwitz! Der deutsche Erinnerungswahn und die Endlösung der Israel-Frage. Knaus, München 2012, ISBN 978-3-8135-0452-1.[125]
- Die letzten Tage Europas. Wie wir eine gute Idee versenken. Knaus, München 2013, ISBN 978-3-8135-0567-2.
- Rettet Europa! Noch mehr Gründe, Europa gegen die EU zu verteidigen (eine Nachschrift zu „Die letzten Tage Europas. Wie wir eine gute Idee versenken“). Knaus, München 2014, ISBN 978-3-641-14917-8.
- Das ist ja irre! Mein deutsches Tagebuch. Knaus, München 2015, ISBN 978-3-8135-0696-9.
- Schwein gehabt. Eine Autobiografie in Bildern. Knaus, München 2016, ISBN 978-3-8135-0750-8.
- Wer, wenn nicht ich. Achgut-Edition, Berlin 2019. ISBN 978-3-9819755-5-0.
- mit Reinhard Mohr: Durchs irre Germanistan – Notizen aus der Ampel-Republik. Europa Verlag, 2023. ISBN 978-3-95890-593-1

Aufsätze
- Antizionismus – Antisemitismus von links? In: Aus Politik und Zeitgeschichte. Band 24, 1976, S. 31–46.

TV-Dokumentationen
- Joseph Wulf. Ein Schriftsteller in Deutschland, WDR 3 1981; Drehbuch und Konzept; Regie mit Frans van der Meulen[126]
- Es waren wirklich Sternstunden. Der jüdische Kulturbund 1933–1941 (mit Eike Geisel), BR / SFB 1988.
- Wenn Ihr wollt, ist es kein Märchen … Der Weg in den Staat Israel (mit Klaus Liebe), WDR 1988.
- Soll sein. Jiddische Kultur im jüdischen Staat (mit Frans van der Meulen), WDR 1988.
- Die jüdische Nase. Ein ewiges Klischee. ZDF 1993.
- Entweder Broder – Die Deutschland-Safari (mit Hamed Abdel-Samad), ARD 2010/11.
- Entweder Broder – Die Europa-Safari (mit Hamed Abdel-Samad), ARD 2012.
- Der ewige Antisemit. BR 2017.

 Film 
- Kill Me Today, Tomorrow I’m Sick! Kinofilm, Schroeder-Streck, 2018.